# Філіпп (герцог Брабанту)
Філіпп I (*Philippe de Saint-Pol, 25 липня 1404 — 4 серпня 1430) — 11-й герцог Брабантський в 1427—1430 роках.

## Життєпис
Походив з Бургундської гілки французької династії Валуа. Другий син Антуана I, герцога Брабанту, та його першої дружини Жанни де Сен-Поль. Народився у 1404 році.
У квітні 1415 року після смерті свого діда Валерана III Люксембургу-Лін'ї успадкував графства Сен-Поль і де Лін'ї. У жовтні того ж року в битві при Азенкурі загинув батько Філіппа.
У 1419 році Філіп де Сен-Поль командував бургундською армією під час захоплення Парижа. У 1420 році невдоволені Штати Брабанту обирають Філіппа регентом герцогства. У 1421 році замирився зі своїм старшим братом Жаном IV, герцогом Брабанту, відмовившись від регентства.
У квітні 1427 роки після смерті Жана IV успадкував усі його володіння. У 1428 році змушений був піти на поступки місцевій шляхті. Побоюючись стриєчного брата — Філіппа, герцога Бургундії, вирішив укласти союз з Анжуйським домом. Для цього одружився з його представницею Іоландою Анжуйською.
Втім у 1430 року помер у Левені, не залишивши після себе законного потомства. Брабантське і Лімбурзьке герцогства були приєднані до Бургундії, а графства Сен-Поль і Лін'ї отримала стрийня Філіппа I — Жанна де Люксембург-Лін'ї.

## Родина
1. Дружина — Іоланда, донька Людовіка II, герцога Анжу.
Діти: не було.
- 5 бастардів